# Chu Siu Kei
Chu Siu Kei (chiń. trad. 朱兆基, ur. 11 stycznia 1980 w Hongkongu) – piłkarz z Hongkongu grający na pozycji ofensywnego pomocnika.

## Kariera klubowa
Swoją karierę piłkarską Chu rozpoczął w klubie Hong Kong Rangers. W 1998 roku zadebiutował w jego barwach w First Division z Hongkongu. W latach 1999–2001 grał w Yee Hope, a w latach 2001-2002 był zawodnikiem klubu Double Flower FA. W 2002 roku przeszedł do Sun Hei SC. Z klubem tym wywalczył mistrzostwo Hongkongu w sezonie 2004/2005 oraz zdobył Hong Kong Senior Challenge Shield (2004/2005), dwa Puchary Ligi Hongkongu (2004/2005, 2008/2009) i Puchar Hongkongu (2004/2005).
W 2009 roku Chu przeszedł do Shatin SA. Zadebiutował w nim 2 października 2009 w przegranym 1:3 wyjazdowym meczu z Citizen AA. W Shatin SA grał przez rok.
W 2010 roku Chu został zawodnikiem klubu Kitchee SC. Wraz z Kitchee SC wywalczył trzy mistrzostwa Hongkongu w sezonach 2010/2011, 2011/2012 i 2013/2014. W sezonie 2011/2012 zdobył także Puchar Ligi Hongkongu oraz Puchar Hongkongu. Następnie grał w Metro Gallery i South China AA.
| Sezon   | Klub              | Kraj     | Rozgrywki      | Mecze | Bramki |
| ------- | ----------------- | -------- | -------------- | ----- | ------ |
| 1998/99 | Hong Kong Rangers | Hongkong | First Division | ?     | ?      |
| 1999/00 | Yee Hope          | Hongkong | First Division | ?     | ?      |
| 2000/01 | Yee Hope          | Hongkong | First Division | ?     | ?      |
| 2001/02 | Double Flower FA  | Hongkong | First Division | ?     | ?      |
| 2002/03 | Sun Hei SC        | Hongkong | First Division | 19    | 4      |
| 2003/04 | Sun Hei SC        | Hongkong | First Division | 22    | 6      |
| 2004/05 | Sun Hei SC        | Hongkong | First Division | 21    | 3      |
| 2005/06 | Sun Hei SC        | Hongkong | First Division | 14    | 0      |
| 2006/07 | Sun Hei SC        | Hongkong | First Division | 25    | 3      |
| 2007/08 | Sun Hei SC        | Hongkong | First Division | 25    | 0      |
| 2008/09 | Sun Hei SC        | Hongkong | First Division | 19    | 2      |
| 2009/10 | Shatin SA         | Hongkong | First Division | 16    | 4      |
| 2010/11 | Kitchee SC        | Hongkong | First Division | 17    | 5      |
| 2011/12 | Kitchee SC        | Hongkong | First Division | 16    | 0      |
| 2012/13 | Kitchee SC        | Hongkong | First Division | 15    | 5      |
| 2013/14 | Kitchee SC        | Hongkong | First Division | 2     | 0      |
| 2015/16 | Metro Gallery FC  | Hongkong | First Division | 9     | 1      |
| 2015/16 | South China AA    | Hongkong | First Division | 6     | 0      |
| 2016/17 | South China AA    | Hongkong | First Division | 12    | 1      |

## Kariera reprezentacyjna
W reprezentacji Hongkongu Chu zadebiutował 30 listopada 1998 roku w przegranym 0:6 meczu Igrzysk Azjatyckich 1998 z Omanem. W swojej karierze grał też m.in. na Igrzyskach Azjatyckich 2008 i Mistrzostwach Azji Wschodniej 2008.